# Diocesi di Richmond

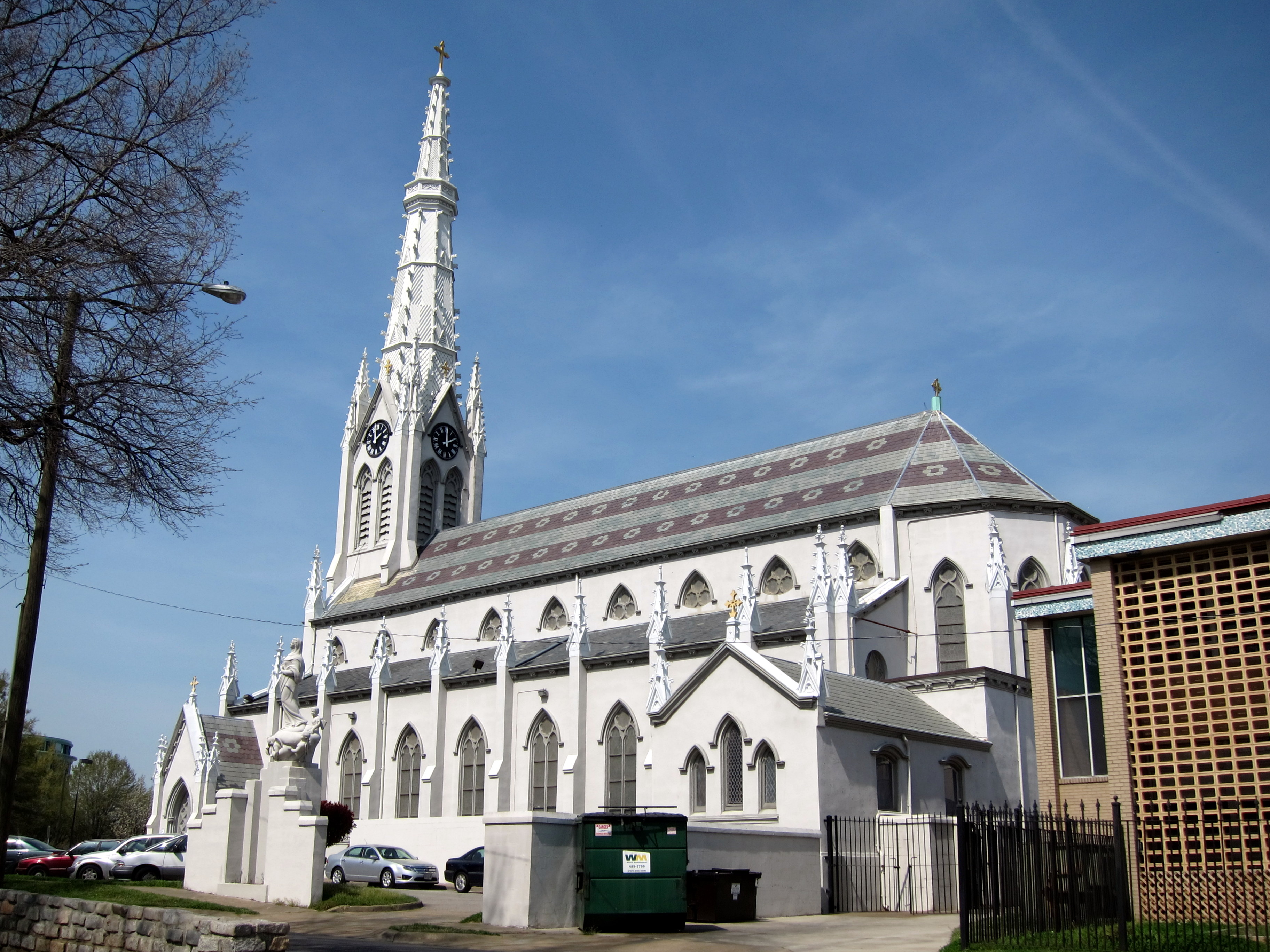
La basilica minore dell'Immacolata Concezione di Maria a Norfolk.

La diocesi di Richmond (in latino: Dioecesis Richmondiensis) è una sede della Chiesa cattolica negli Stati Uniti d'America suffraganea dell'arcidiocesi di Baltimora. Nel 2022 contava 258.880 battezzati su 5.220.173 abitanti. È retta dal vescovo Barry Christopher Knestout.

## Territorio
La diocesi comprende la parte centrale e meridionale della Virginia e tutta la sua costa orientale, estendendosi per 74 contee: Accomack, Albemarle, Alleghany, Amelia, Amherst, Appomattox, Augusta, Bath, Bedford, Bland, Botetourt, Brunswick, Buchanan, Buckingham, Campbell, Caroline, Carroll, Charles City, Charlotte, Chesterfield, Craig, Cumberland, Dickenson, Dinwiddie, Essex, Floyd, Fluvanna, Franklin, Giles, Gloucester, Goochland, Grayson, Greene, Greensville, Halifax, Hanover, Henrico, Henry, Highland, Isle of Wight, James City, King and Queen, King William, Lee, Louisa, Lunenburg, Mathews, Mecklenburg, Middlesex, Montgomery, Nelson, New Kent, Northampton, Nottoway, Patrick, Pittsylvania, Powhatan, Prince Edward, Prince George, Pulaski, Roanoke, Rockbridge, Rockingham, Russell, Scott, Smyth, Southampton, Surry, Sussex, Tazewell, Washington, Wise, Wythe e York.
Sede vescovile è la città di Richmond, dove si trova la cattedrale del Sacro Cuore di Gesù (Cathedral of the Sacred Heart). A Norfolk sorge la basilica minore dell'Immacolata Concezione di Maria.
Il territorio è suddiviso in 138 parrocchie.

## Storia
La diocesi è stata eretta l'11 luglio 1820 con la bolla Inter multiplices di papa Pio VII, ricavandone il territorio dall'arcidiocesi di Baltimora.
Dal 1822 al 1840 la diocesi è stata data in amministrazione agli arcivescovi di Baltimora.
Il 18 giugno 1834, con la bolla Benedictus Deus, papa Gregorio XVI confermò il territorio di giurisdizione dei vescovi di Richmond, esteso a tutta la Virginia, che all'epoca comprendeva anche la Virginia Occidentale.
Il 19 luglio 1850 ha ceduto una porzione del suo territorio a vantaggio dell'erezione della diocesi di Wheeling (oggi diocesi di Wheeling-Charleston).
Il 15 agosto 1858 la diocesi si è ampliata, incorporando la città di Alexandria, che apparteneva all'arcidiocesi di Baltimora.
Il 28 maggio 1974 ha ceduto un'altra porzione di territorio a vantaggio dell'erezione della diocesi di Arlington. Nello stesso anno ha incorporato una porzione di territorio che era appartenuta alla diocesi di Wilmington.

## Cronotassi dei vescovi
Si omettono i periodi di sede vacante non superiori ai 2 anni o non storicamente accertati.
- Patrick Kelly † (19 luglio 1820 - 9 febbraio 1822 nominato vescovo di Waterford e Lismore)
  - Sede vacante (1822-1840)
- Richard Vincent Whelan † (19 dicembre 1840 - 23 luglio 1850 nominato vescovo di Wheeling)
- John McGill † (23 luglio 1850 - 14 gennaio 1872 deceduto)
- James Gibbons † (30 luglio 1872 - 20 maggio 1877 nominato arcivescovo coadiutore di Baltimora[3])
- John Joseph Keane † (28 marzo 1878 - 12 agosto 1888 dimesso[4])
- Augustine Van de Vyver † (16 luglio 1889 - 16 ottobre 1911 deceduto)
- Denis Joseph O'Connell † (19 gennaio 1912 - 15 gennaio 1926 dimesso[5])
- Andrew James Louis Brennan † (28 maggio 1926 - 14 aprile 1945 dimesso[6])
- Peter Leo Ireton † (14 aprile 1945 succeduto - 27 aprile 1958 deceduto)
- John Joyce Russell † (3 luglio 1958 - 28 aprile 1973 ritirato)
- Walter Francis Sullivan † (4 giugno 1974 - 16 settembre 2003 ritirato)
- Francis Xavier DiLorenzo † (31 marzo 2004 - 17 agosto 2017 deceduto)
- Barry Christopher Knestout, dal 5 dicembre 2017

## Statistiche
La diocesi nel 2022 su una popolazione di 5.220.173 persone contava 258.880 battezzati, corrispondenti al 5,0% del totale.
| anno | popolazione | popolazione | popolazione | presbiteri | presbiteri | presbiteri | presbiteri                | diaconi | religiosi | religiosi | parrocchie |
| anno | battezzati  | totale      | %           | numero     | secolari   | regolari   | battezzati per presbitero | diaconi | uomini    | donne     | parrocchie |
| ---- | ----------- | ----------- | ----------- | ---------- | ---------- | ---------- | ------------------------- | ------- | --------- | --------- | ---------- |
| 1950 | 80.610      | 2.950.000   | 2,7         | 220        | 128        | 92         | 366                       |         | 116       | 512       | 83         |
| 1965 | 217.840     | 4.074.359   | 5,3         | 364        | 182        | 182        | 598                       |         | 203       | 860       | 166        |
| 1970 | 263.514     | 4.742.925   | 5,6         | 383        | 190        | 193        | 688                       |         | 237       | 853       | 123        |
| 1976 | 109.333     | 3.509.107   | 3,1         | 224        | 125        | 99         | 488                       |         | 111       | 425       | 90         |
| 1980 | 111.011     | 3.685.720   | 3,0         | 235        | 151        | 84         | 472                       | 1       | 93        | 414       | 100        |
| 1990 | 141.261     | 5.168.000   | 2,7         | 218        | 170        | 48         | 647                       | 10      | 59        | 369       | 143        |
| 1999 | 191.051     | 4.507.819   | 4,2         | 205        | 164        | 41         | 931                       | 24      | 6         | 210       | 142        |
| 2000 | 196.701     | 4.519.465   | 4,4         | 196        | 158        | 38         | 1.003                     | 26      | 45        | 210       | 144        |
| 2001 | 200.342     | 4.555.139   | 4,4         | 200        | 164        | 36         | 1.001                     | 27      | 44        | 198       | 147        |
| 2002 | 208.008     | 4.674.975   | 4,4         | 201        | 165        | 36         | 1.034                     | 34      | 47        | 187       | 147        |
| 2003 | 213.528     | 4.727.638   | 4,5         | 194        | 158        | 36         | 1.100                     | 82      | 47        | 187       | 148        |
| 2004 | 212.189     | 4.727.630   | 4,5         | 203        | 165        | 38         | 1.045                     | 83      | 51        | 193       | 148        |
| 2010 | 233.000     | 4.942.100   | 4,7         | 194        | 164        | 30         | 1.201                     | 85      | 43        | 205       | 151        |
| 2014 | 241.000     | 5.600.000   | 4,3         | 219        | 189        | 30         | 1.100                     | 136     | 37        | 166       | 149        |
| 2016 | 244.700     | 5.680.000   | 4,3         | 213        | 183        | 30         | 1.148                     | 115     | 37        | 139       | 142        |
| 2017 | ?           | 5.118.519   | ?           | 213        | 194        | 19         | ?                         | 140     | 27        | 180       | 142        |
| 2020 | 259.971     | 5.242.066   | 5,0         | 194        | 182        | 12         | 1.340                     | 165     | 18        | 166       | 138        |
| 2022 | 258.880     | 5.220.173   | 5,0         | 185        | 163        | 22         | 1.399                     | 214     | 25        | 107       | 138        |